# Club Atlético Independiente
Club Atlético Independiente este un club de fotbal argentinian, din Buenos Aires. În prezent evoluează în prima divizie argentiniană. Arena unde își dispută meciurile de acasă este stadionul Libertadores de América.

## Lotul actual
La 28 ianuarie 2025.
| Nr. |           | Poziție | Jucător                                                  |
| --- | --------- | ------- | -------------------------------------------------------- |
| 1   | Argentina | P       | Joaquín Blázquez (împrumutat de la Talleres)             |
| 3   | Argentina | F       | Adrián Spörle                                            |
| 4   | Argentina | F       | Federico Vera                                            |
| 5   | Chile     | M       | Felipe Loyola                                            |
| 6   | Argentina | F       | Nicolás Freire                                           |
| 7   | Argentina | A       | Santiago Montiel                                         |
| 8   | Chile     | M       | Pablo Galdames                                           |
| 9   | Paraguay  | A       | Gabriel Ávalos                                           |
| 10  | Chile     | M       | Luciano Cabral                                           |
| 11  | Argentina | M       | Federico Mancuello                                       |
| 13  | Uruguay   | P       | Manuel Tasso                                             |
| 14  | Argentina | M       | Lautaro Millán                                           |
| 16  | Argentina | A       | Santiago Hidalgo                                         |
| 18  | Argentina | A       | Ignacio Maestro Puch (împrumutat de la Atlético Tucumán) |
| 19  | Italia    | A       | Lucas Román                                              |

| Nr. |           | Poziție | Jucător                                            |
| --- | --------- | ------- | -------------------------------------------------- |
| 20  | Uruguay   | M       | Rodrigo Fernández Cedrés (împrumutat de la Santos) |
| 21  | Argentina | M       | David Martínez                                     |
| 22  | Argentina | A       | Chaco Martínez                                     |
| 23  | Argentina | M       | Iván Marcone (căpitan)                             |
| 24  | Argentina | A       | Santiago López                                     |
| 26  | Argentina | F       | Kevin Lomónaco                                     |
| 27  | Argentina | A       | Diego Tarzia                                       |
| 31  | Argentina | A       | Nicolás Vallejo                                    |
| 32  | Argentina | F       | Franco Paredes                                     |
| 33  | Argentina | P       | Rodrigo Rey (vice-căpitan)                         |
| 34  | Argentina | A       | Matías Giménez                                     |
| 35  | Argentina | F       | Santiago Salle                                     |
| 36  | Argentina | F       | Sebastián Valdez                                   |
| 77  | Columbia  | F       | Alvaro Angulo                                      |

## Topul marcatorilor All-Time
| Nr. | Jucător            | Pozița | Goluri | Meciuri |
| --- | ------------------ | ------ | ------ | ------- |
| 1   | Arsenio Erico      | A      | 293    | 325     |
| 2   | Manuel Seoane      | A      | 233    | 264     |
| 3   | Vicente de la Mata | A      | 152    | 362     |
| 4   | Luis Ravaschino    | A      | 136    | 285     |
| 5   | Antonio Sastre     | A      | 112    | 340     |
| 6   | Ricardo Bochini    | M      | 97     | 638     |
| 7   | Norberto Outes     | A      | 90     | 173     |
| 7   | Ernesto Grillo     | A      | 90     | 194     |
| 7   | Raimundo Orsi      | A      | 90     | 219     |
| 8   | Camilo Cervino     | A      | 89     | 193     |
| 9   | Daniel Bertoni     | A      | 80     | 179     |
| 10  | Aníbal Tarabini    | A      | 77     | 163     |

### Golgheteri după sezon
Următoarea listă prezintă cei 15 jucători ai lui Independiente care au fost desemnați golgheteri.
| Turneu        | Jucător              | Goluri |
| ------------- | -------------------- | ------ |
| 1912 FAF      | Ernesto Colla        | 12     |
| 1922 AAm      | Manuel Seoane        | 55     |
| 1924 AAm      | Luis Ravaschino      | 15     |
| 1926 AAm      | Manuel Seoane        | 29     |
| 1929 AAF      | Manuel Seoane        | 13     |
| 1937          | Arsenio Erico        | 48     |
| 1938          | Arsenio Erico        | 43     |
| 1939          | Arsenio Erico        | 41     |
| 1956          | Ernesto Grillo       | 17     |
| 1966          | Luis Artime          | 23     |
| 1967          | Luis Artime          | 11     |
| 1982          | Carlos Manuel Morete | 20     |
| 1999 Clausura | José Luis Calderón   | 17     |
| 2002 Apertura | Andrés Silvera       | 16     |
| 2007 Apertura | Germán Denis         | 18     |

## Ultimii antrenori
- César Luis Menotti (July 1996 – June 1997)
- Néstor Clausen (January 2001 – December 2001)
- César Luis Menotti (July 2005 – December 2005)
- Julio Falcioni (July 2005 – June 2006)
- Jorge Burruchaga (July 2006 – April 2007)
- Miguel Ángel Santoro (interim) (April 2008 – May 2008)
- Claudio Borghi (May 2008 – October 2008)
- Miguel Ángel Santoro (October 2008 – March 2009)
- Américo Gallego (March 2009 – June 2010)
- César Luis Menotti (July 2009 – October 2010)
- Daniel Garnero (July 2010 – September 2010)
- Antonio Mohamed (October 2010 – September 2011)
- Ramón Díaz (September 2011 – March 2012)
- Christian Díaz (March 2012 – August 2012)
- Américo Gallego (August 2012 – April 2013)
- Miguel Ángel Brindisi (April 2013–)

## Palmares

### Național
- Primera División Argentina (16): 1922[d], 1926, 1938, 1939, 1948, 1960, 1963, 1967, 1970, 1971, 1977, 1978, 1983, 1988–89, 1994 Clausura, 2002 Apertura
- Copa Ibarguren (2): 1938, 1939
- Copa Adrián C. Escobar (1): 1939
- Concurso por Eliminación – Copa Competencia "La Nación"[e] (1): 1914
- Copa de Competencia Jockey Club (1): 1917
- Copa de Honor Municipalidad de Buenos Aires (1): 1918
- Copa de Competencia (Asociación Amateurs) (3): 1924, 1925, 1926
- Copa San Martín de Tours (1): 1963
- Copa DAIA – Día Universal de los Derechos Humanos[f] (1): 2004

### Internațional
- Cupa Intercontinentală (2): 1973, 1984
- Copa Libertadores (7): 1964, 1965, 1972, 1973, 1974, 1975, 1984
- Copa Ricardo Aldao (2): 1938, 1939
- Copa Sudamericana (1): 2010
- Recopa Sudamericana (1): 1995
- Cupa Interamericană (3): 1973, 1974, 1975
- Supercopa Sudamericana (2): 1994, 1995

## Galerie foto

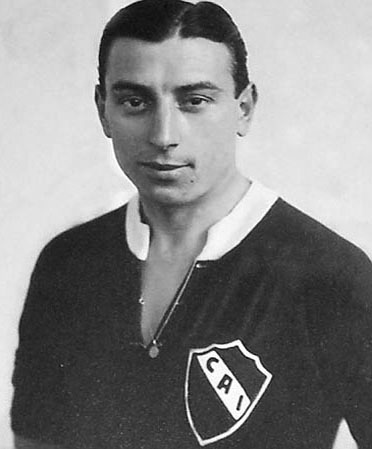
Raimundo Orsi a jucat în perioada amatorilor înainte de succesul său în Italia.
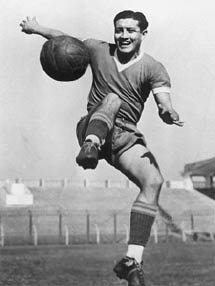
Arsenio Erico, cel mai bun marcator al tuturor timpurilor din Primera División cu 295 de goluri.
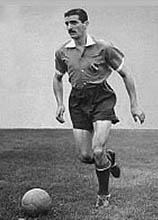
Vicente de la Mata, care a jucat 362 de meciuri pentru Independiente.
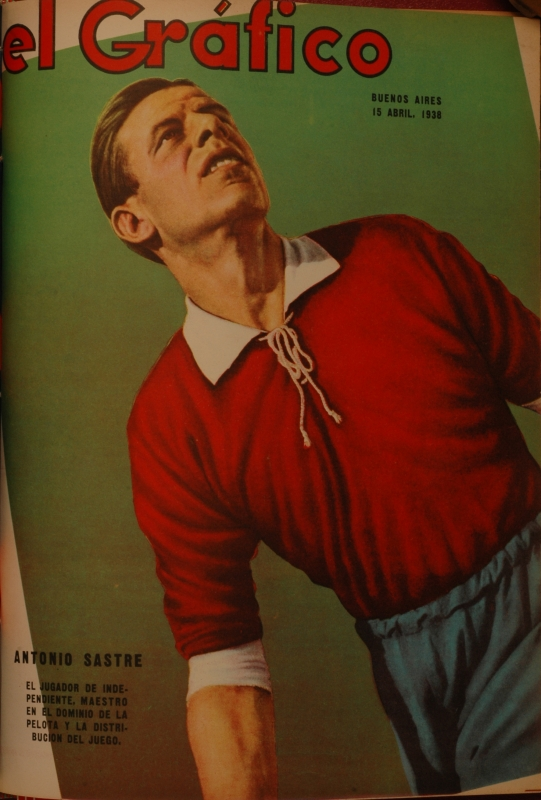
Antonio Sastre a jucat 340 de meciuri cu echipa.
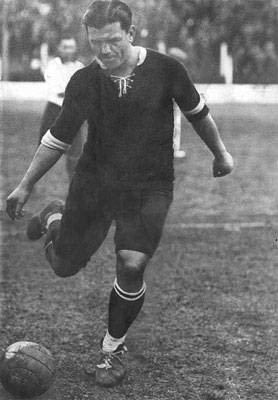
Manuel Seoane, locul 2 în topul marcatorilor al clubului cu 241 de goluri.
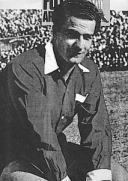
Ernesto Grillo a jucat 9 ani pentru club marcând 90 de goluri.
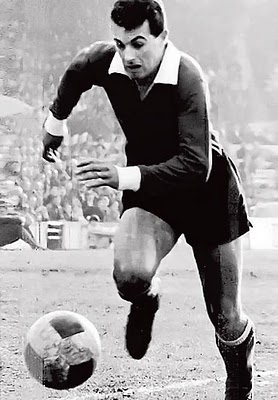
Raúl Bernao a jucat din 1961 până în 1970, câștigând două Copa Libertadores.
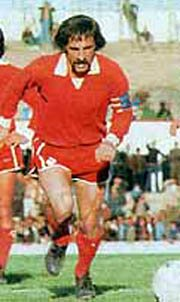
Ricardo Pavoni a făcut 423 de apariții în 11 ani jucând pentru club.
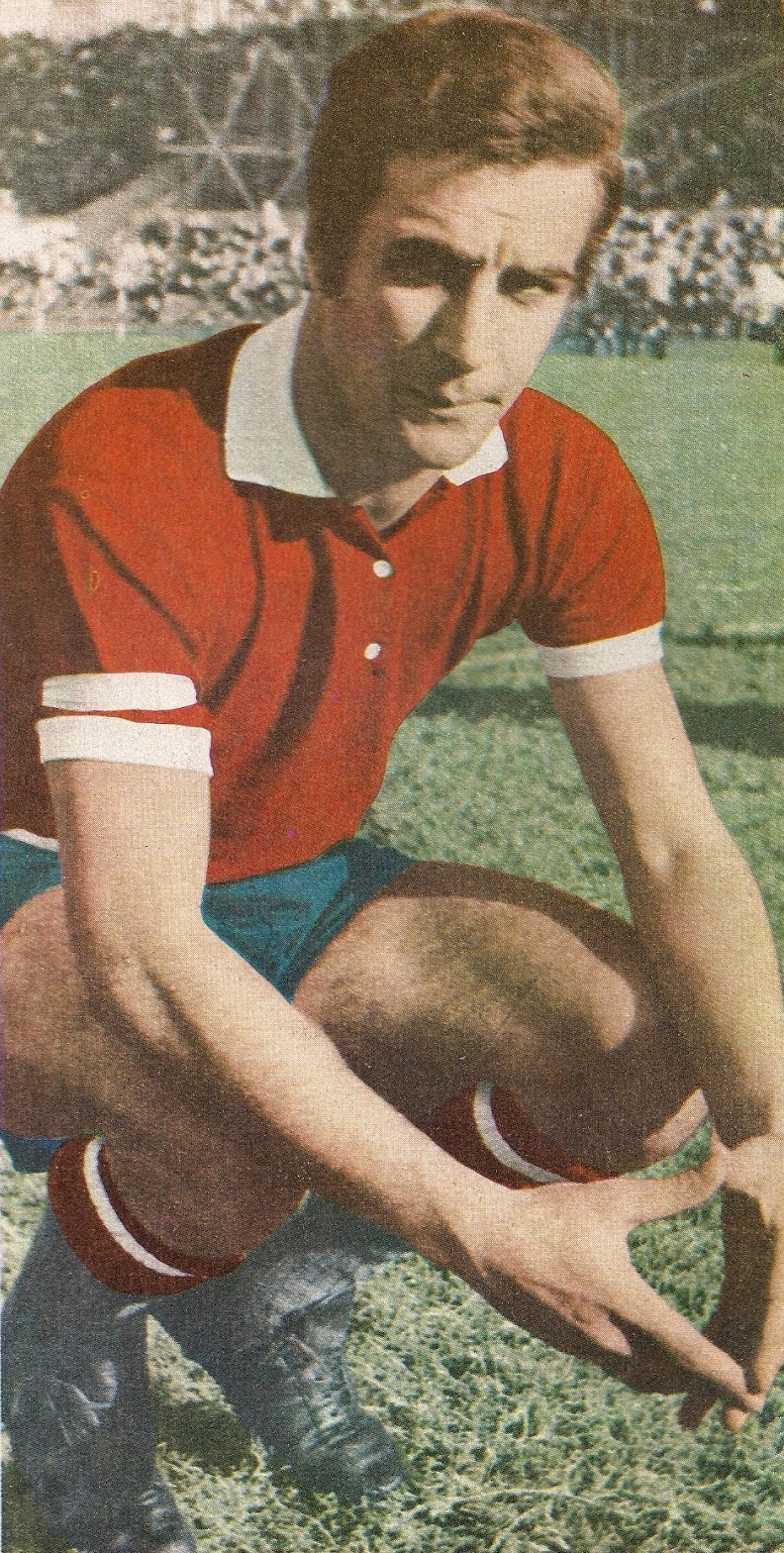
José Omar Pastoriza, un mare marcator și un manager istoric care a câștigat 5 trofee.
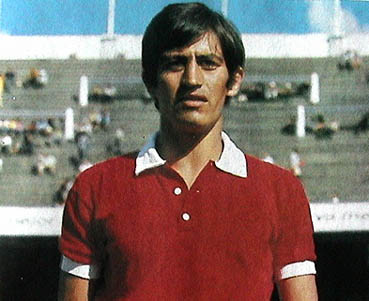
Héctor Yazalde a fost un mare atacant, marcând 72 de goluri în 5 ani cu Independiente.

## Legături externe
Materiale media legate de Club Atlético Independiente la Wikimedia Commons
- Site oficial Arhivat în 14 ianuarie 2015, la Wayback Machine.